# Lista dos deputados provinciais da 5.ª legislatura de Santa Catarina
Lista dos deputados provinciais de Santa Catarina - 5ª legislatura (1844 — 1845).
| Nº | Deputado                           |
| -- | ---------------------------------- |
| 1  | José Pereira Sarmento              |
| 2  | João Francisco de Sousa Coutinho   |
| 3  | Tomás Silveira de Sousa            |
| 4  | Carlos Maria Duarte Silva          |
| 5  | José Antônio Rodrigues Pereira     |
| 6  | Polidoro do Amaral e Silva         |
| 7  | Antônio José de Melo               |
| 8  | Silvério Cândido de Faria          |
| 9  | Francisco Duarte Silva             |
| 10 | Francisco José de Oliveira         |
| 11 | Antônio Manuel do Souto            |
| 12 | Marcos Antônio da Silva Mafra      |
| 13 | José Caetano Pereira               |
| 14 | Marcelino Antônio Dutra            |
| 15 | Severo Amorim do Vale              |
| 16 | João Antônio Terres                |
| 17 | Antônio Joaquim de Siqueira        |
| 18 | José Bonifácio Caldeira de Andrada |
| 19 | Joaquim Caetano da Silva           |
| 20 | Jerônimo Coelho                    |